# Червоненко, Дарья Викторовна
Да́рья Ви́кторовна Черво́ненко (2 января 1960 года, Москва) — советская и российская журналистка, телеведущая, пресс-секретарь президента Олимпийского комитета России Леонида Тягачёва.

## Биография
Родилась в семье выпускника Ленинградского института киноинженеров Виктора Никифоровича Червоненко и выпускницы экономического факультета ВГИКа Елены Сергеевны Бонич. Мать работала директором известных московских кинотеатров «Киев» (ныне — Московский театр «Мастерская Петра Фоменко»), «Пионер», «Призыв» (ныне — Театр Кошек Юрия Куклачёва). Отец — один из создателей Круговой кинопанорамы на ВДНХ.
Окончила музыкальную школу по классу фортепиано, училась в Гнесинском училище. Занималась фигурным катанием, после полученной травмы — фехтованием на рапирах, в 16 лет выполнила норматив мастера спорта по фехтованию. После окончания средней школы была призвана на службу в ВС СССР (войска ПВО), выступала за сборную ЦСКА по фехтованию, выполнила норматив мастера спорта международного класса.
В 1980 году поступила на факультет журналистики МГУ (отделение телевидения). Одновременно училась операторскому мастерству во ВГИКе. Студенткой 5 курса стала сотрудничать в спортивной редакции Гостелерадио СССР.
Окончила факультет журналистики МГУ имени М. В. Ломоносова. Спортивный журналист. С 1988 года — собственный корреспондент на Олимпийских играх, комментировала выступления фехтовальщиков, горнолыжников, стрелков из лука и т. д.
В конце 1980-х и в 1990-е годы работала на канале ОРТ[уточнить] комментатором, ведущей спортивных новостей, ведущей еженедельной программы о хоккее. Директор школы спортивных коммуникаций Московского Института Телевидения и Радиовещания «Останкино». В 1996—1998 годах — вице-президент ХК «Спартак» по рекламе и связям с общественностью.
В 1999 году была автором и ведущей документального цикла «Спортивные встречи» на телеканале «Культура».
С 2000 года — пресс-секретарь Министерства спорта РФ. С 2002 по 2010 год — пресс-секретарь Олимпийского комитета России. Затем — главный редактор издательства «Панорама-Спорт». Преподаватель и организатор образования ряда вузов (Институт кино и телевидения, факультет журналистики МГУ, Современный Медиа Институт, Школа Спортивной Журналистики МИТРО).
Лауреат Премии Наума Дымарского «Чемпион», премии «Лучшие спортивные журналисты России».